# Friedrich Heller (Geologe)

Friedrich Heller (2011)

Friedrich Heller (* 17. April 1939 in Sonthofen) ist ein deutscher Geologe und Geophysiker, bekannt für Beiträge zum Paläomagnetismus. Er ist Professor an der ETH Zürich.
Heller erwarb das Diplom in Geologie und wurde 1972 an der ETH Zürich bei Augusto Gansser und Nazario Pavoni promoviert (Magnetische und petrographische Eigenschaften der granitischen Gesteine des Albignagebietes (Nördliches Bergeller Massiv)). Er war ab 1979 Privatdozent und ab 1990 Titularprofessor an der ETH Zürich, an der er 2004 emeritierte. Er leitete dort das Paläomagnetische Labor.
Heller erarbeitete eine weltweite Stratigraphie von Löß und anderen fossilen Böden (speziell in China, Zentralasien, Osteuropa und Argentinien) mit besonderer Bedeutung für die Studium des Paläoklimas innerhalb der Kontinente. Dabei bediente er sich insbesondere paläomagnetischer Verfahren zur Datierung und zur Rekonstruktion des Klimas (Einfluss auf die magnetische Suszeptibilität). Dies ermöglichte die Korrelation mit den Klimadaten aus marinen Sedimenten.
Er befasste sich mit den Ursachen des Magnetismus von Mineralien und er beschäftigte sich intensiv mit der Tektonik, dem Paläomagnetismus und darauf beruhender Stratigraphie an der Perm-Trias-Grenze in China, Pakistan, der Sowjetunion und Italien. Weitere paläomagnetische und tektonische Studien führte er in den Anden, den Schweizer Alpen und im Schweizer Jura durch und zur Kreide-Tertiär-Grenze in Italien.
Neben Studien zum Paläomagnetismus ist er einer der Pioniere des Studiums der Umwelt mit magnetischen Materialien (Umwelt-Magnetismus, Environmental Magnetism), zum Beispiel in der Limnologie, Studien zu Umweltverschmutzung und im Biomagnetismus.
Heller untersuchte auch den Zusammenhang von Stärke des Erdmagnetfeldes in der Vergangenheit und Radionukliden aus kosmischer Strahlung in Gesteinen.
An seinem Labor war er auch an der Entwicklung neuer paläomagnetischer Messtechniken beteiligt (wie High Field Torque Magnetometer, Coercitivity Spectrometer).
2007 erhielt er die Louis Néel Medal. Er ist Ehrendoktor der Universität Kasan (2001).

## Schriften
- mit M. E. Evans: Environmental Magnetism. Principles and Applications of Enviromagnetics. Academic Press, Amsterdam u. a. 2003, ISBN 0-12-243851-5.
- mit M. E. Evans: Loess magnetism. In: Reviews of  Geophysics. Band 33, 1995, S. 211–240.